# Aloe vaombe
Aloe vaombe es una especie de planta suculenta de la familia de los aloes. Es originaria de Madagascar.

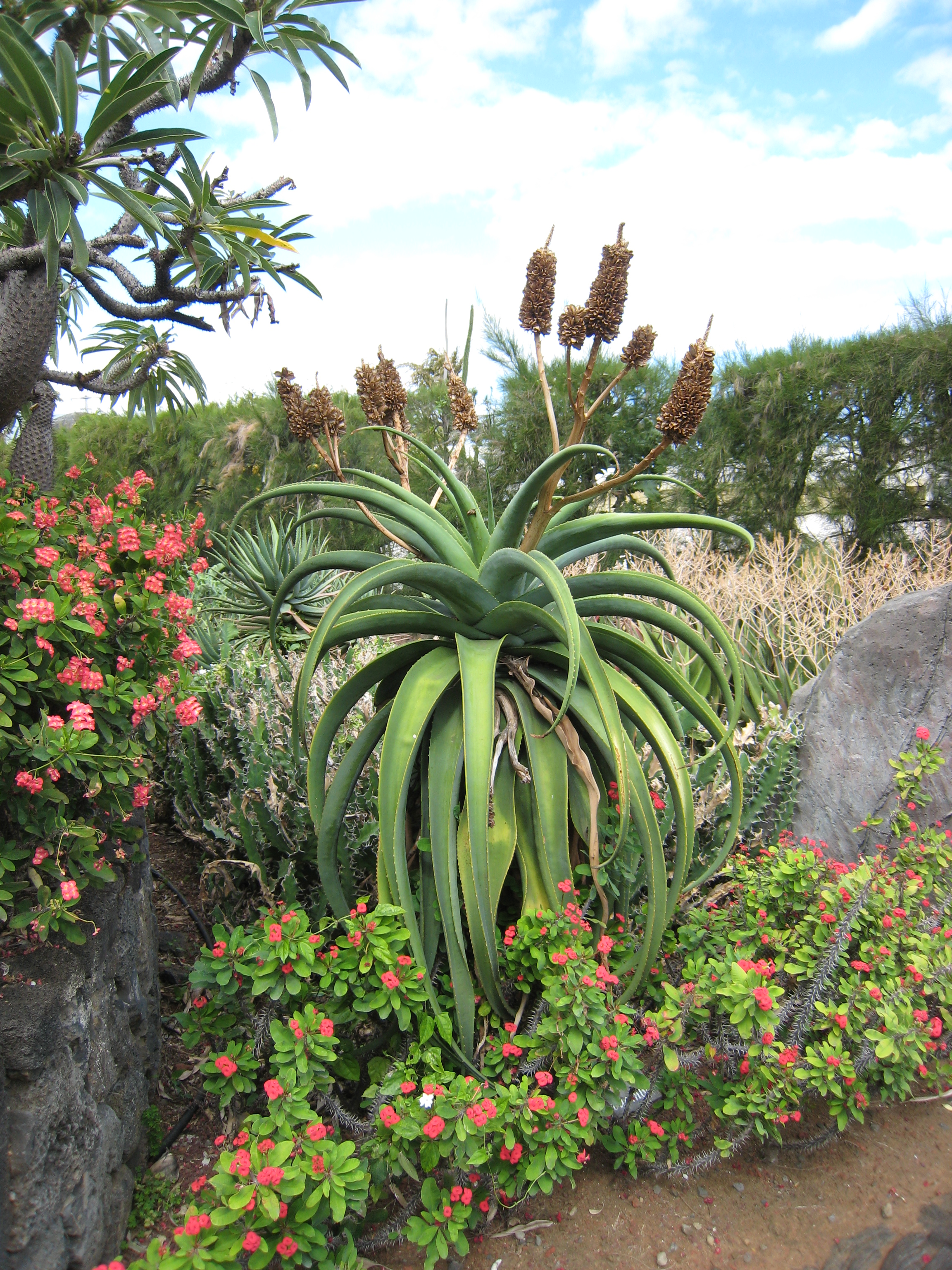
Vista de la planta

## Descripción
Es una planta con las hojas suculentas; que se encuentra en clima subhúmedo, subárido, en el matorral, en inselberg en la cara con rocas, a una altitud de  0-499 metros, en Madagascar en las provincias de Provincia de Fianarantsoa y Toliara.

## Taxonomía
Aloe vaombe fue descrita por Decorse & Poiss. y publicado en Recherches sur la Flore Méridionale de Madagascar 96, en el año 1912.
Etimología
Ver: Aloe
vaombe: epíteto
Sinonimia
- Aloe vaombe var. poissonii Decary (1912)[4][2]